# William Alexander (1. hrabia Stirling)
William Alexander, 1. hrabia Stirling (ur. ok. 1567 w Menstrie, zm. 1640) – szkocki podróżnik, poeta i dramaturg.

## Dzieła
- The Tragedy of Darius, 1603, dramat
- Aurora, 1604, poezja
- The Monarchick Tragedies, 1604, dramat
- A Paraenesis to the Prince, 1604, poezja
- An Elegy on the Death of Prince Henry, 1612, poezja
- Doomsday; or, The Great Day of the Lord's Judgement, 1614, poezja
- An Encouragement to Colonies, 1624, nonfiction
- Recreations with the Muses, 1637, poezja